# Palude salmastra

Palude salmastra durante la bassa marea, media bassa marea, alta marea e altissima marea (marea primaverile).

Una palude salmastra, nota anche come palude salata costiera o palude di marea, è un ecosistema costiero nella zona intercotidale costiera superiore tra terra e acqua salata aperta o acqua salmastra che viene regolarmente inondata dalle maree. È dominata da densi insediamenti di flora alofita come erbe, Poaceae o arbusti bassi. Queste piante sono di origine terrestre e sono essenziali per la stabilità della palude d'acqua salmastra in quanto intrappolano e consolidano i sedimenti. Le saline svolgono un ruolo importante nella catena alimentare acquatica e nel trasferimento di sostanze nutritive alle acque costiere. Supportano anche la vita degli animali terrestri e forniscono protezione contro l'erosione delle coste.

## Informazioni di base

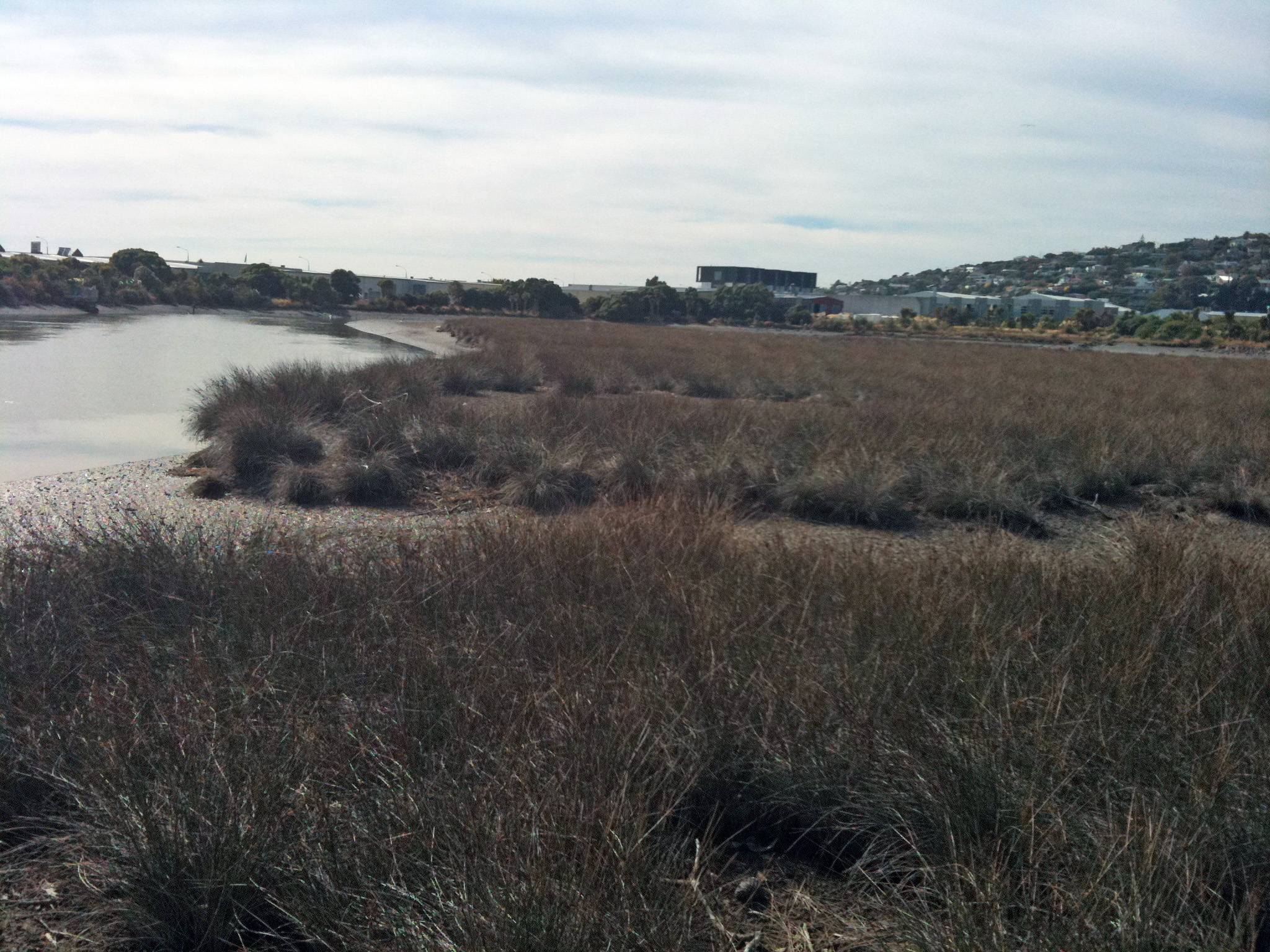
Una palude salmastra estuarina lungo il fiume Heathcote, Christchurch, Nuova Zelanda

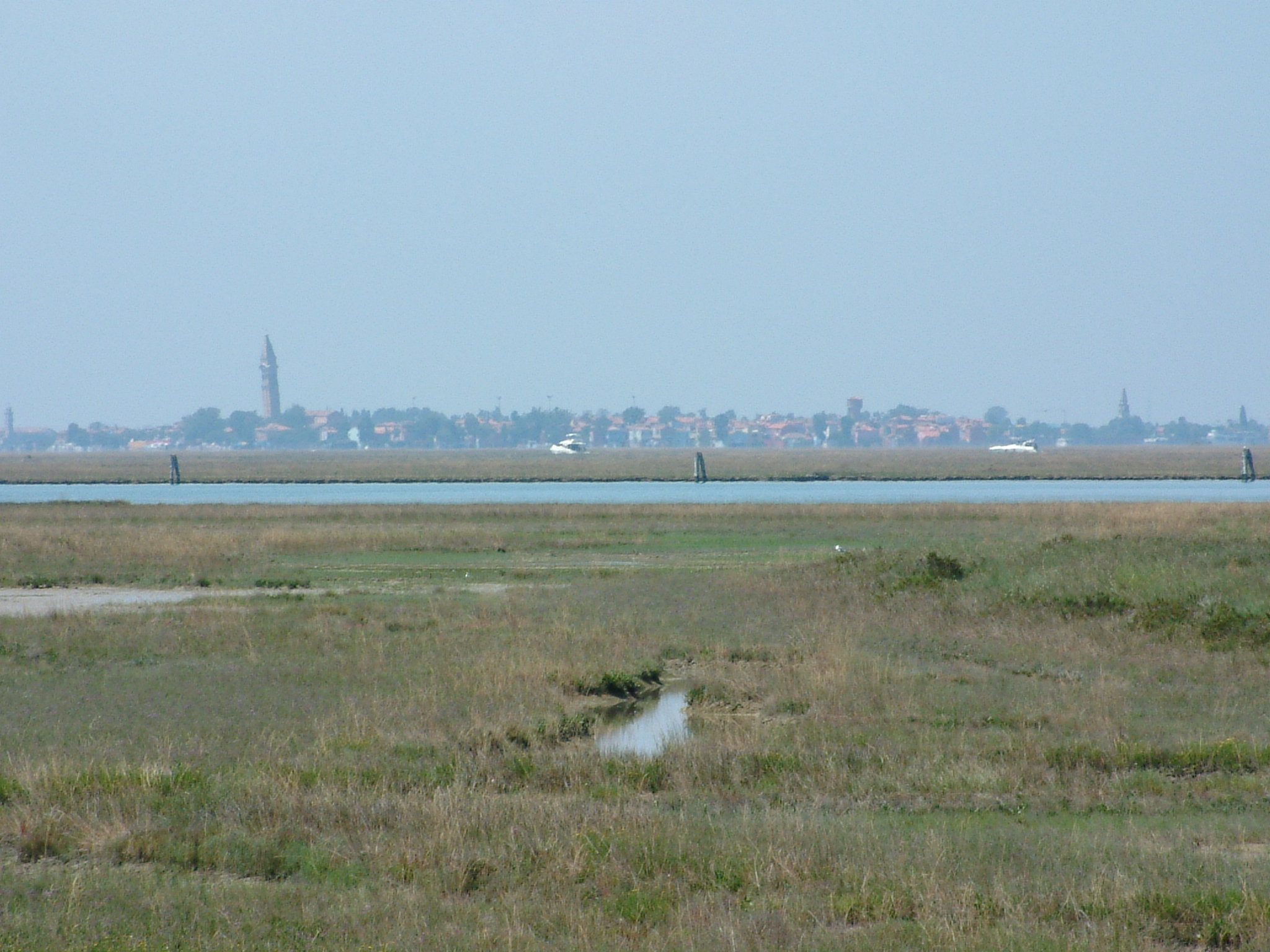
Laguna veneta

Le paludi d'acqua salata si formano lungo le coste poco esposte alle mareggiate in zone temperate e nelle regioni polari che possono essere stabili, emergenti o sommerse a seconda che la sedimentazione sia maggiore, uguale o inferiore al relativo aumento del livello del mare (tasso di subsidenza più variazione del livello del mare), rispettivamente. Comunemente, queste coste sono costituite da aree pianeggianti di fango o sabbia (note anche come piana di marea) che sono alimentate da sedimenti rilasciati da fiumi e torrenti. Queste zone includono in genere ambienti riparati come argini, estuari e il lato sottovento delle isole e dei cordoni litorali . Nei tropici e nei sub-tropici sono sostituite da mangrovie; un'area che differisce da una palude salmastra in quanto, invece di piante erbacee, le specie dominanti sono alberi tolleranti al sale.
La maggior parte delle paludi salmastre ha una topografia bassa con ridotte elevazioni, ma una vasta area ampia, che le rende estremamente interessanti per l'insediamento umano. Le paludi salmastre possono trovarsi tra formazioni di tipo diverso, in base alle loro caratteristiche fisiche e geomorfologiche. Tali formazioni palustri comprendono paludi deltizie, estuarine, back-barrier, costa aperta, argini e paludi sommerse (ría, come quella di Aveiro). Paludi deltizie sono associate con i grandi fiumi e sono ricorrenti nel Sud Europa, come la Camargue, in Francia o il delta del Po o dell'Ebro in Spagna. In Nuova Zelanda, la maggior parte delle paludi salmastre si trova alla foce degli estuari nelle aree in cui vi è poca azione ondulatoria e alta sedimentazione. Tali paludi si trovano nel Parco Regionale di Awhitu ad Auckland, nell'estuario del Manawatu e nell'estuario dell'Avon-Heathcote a Christchurch . Le paludi a barriera posteriore sono sensibili al rimodellamento delle barriere nella parte verso terra, da cui sono state formate.  Sono comuni lungo gran parte della costa orientale degli Stati Uniti e delle Isole Frisone . Grandi insenature costiere poco profonde possono contenere paludi salmastre, come ad esempio le baie di Morecambe e quella di Portsmouth in Gran Bretagna e la baia di Fundy in Canada.
Le paludi salmastre sono talvolta incluse nelle lagune e la differenza non è molto marcata; la laguna veneta, ad esempio, è popolata da animali e/o organismi viventi appartenenti a questo stesso ecosistema e questi hanno un grande impatto sulla biodiversità dell'area. L'ecologia delle paludi salmastre coinvolge complesse reti trofiche, che includono produttori primari (piante vascolari, macroalghe, diatomee, epifite e fitoplancton), consumatori primari (zooplancton, macrozoa, molluschi, insetti) e consumatori secondari.
La limitata energia che interessa l'ambiente e le erbe alte forniscono un rifugio ottimale per gli animali. Molti pesci marini usano le paludi salmastre come vivaio per i loro avannotti prima di trasferirsi in acque libere. Gli uccelli possono allevare i loro piccoli tra le erbe alte, perché la palude fornisce sia un rifugio dai predatori che abbondanti fonti di cibo quali pesci intrappolati nelle pozze, insetti, crostacei e vari vermi.

## Distribuzione mondiale
Le paludi salmastre di 99 paesi (essenzialmente in tutto il mondo) sono state mappate da Mcowen et al. 2017. per un totale di 5.495.089 ettari di zone salmastre mappate. La stima è nella regione inferiore delle stime precedenti (2,2–40 Mha). Le paludi salmastre più estese al mondo si trovano al di fuori dei tropici, in particolare lungo le coste basse, prive di ghiaccio, le baie e gli estuari del Nord Atlantico.

## Formazione
La formazione inizia quando una piana di marea raggiunge un livello più elevato rispetto al livello del mare in seguito all'accrescimento dei sedimenti, e successivamente la velocità e la durata dell'inondazione delle maree diminuisce in modo che la vegetazione possa colonizzare sulla superficie esposta. L'arrivo di propaguli di specie pioniere, come semi o porzioni di rizoma, si combina con lo sviluppo di condizioni idonee per la loro germinazione e l'inizio del processo di colonizzazione. Quando fiumi e torrenti arrivano al basso gradiente delle piane di marea, la velocità di deflusso si riduce e i sedimenti in sospensione si depositano sulla superficie della piana, aiutati dall'effetto di riflusso causato dalla marea quando si alza. Le fronde delle alghe blu-verdi filamentose possono fissare particelle di sedimenti delle dimensioni di limo e argilla sulle loro guaine che appiccicose al contatto e che possono anche aumentare la resistenza all'erosione dei sedimenti. Ciò aiuta il processo di accrescimento dei sedimenti e facilita la colonizzazione di specie (ad es. Salicornia spp.) Per crescere, queste specie trattengono i sedimenti che provengono dall'innalzamento della marea attorno ai loro steli e foglie e formano bassi tumuli fangosi, che progressivamente si uniscono per formare terrazze di deposito, la cui crescita verso l'alto è aiutata da una rete di radici sotterranea che lega il sedimento. Una volta stabilita la vegetazione sulle terrazze, ulteriori intrappolamenti e accrescimenti di sedimenti possono consentire una rapida crescita verso l'alto della superficie palustre in modo tale che vi sia una rapida riduzione della profondità e un prolungamento della durata dell'inondazione di marea. Di conseguenza, le specie competitive che preferiscono elevazioni più alte rispetto al livello del mare possono abitare nell'area e spesso si sviluppa una successione di comunità vegetali.

## Inondazioni di marea e zonazione della vegetazione

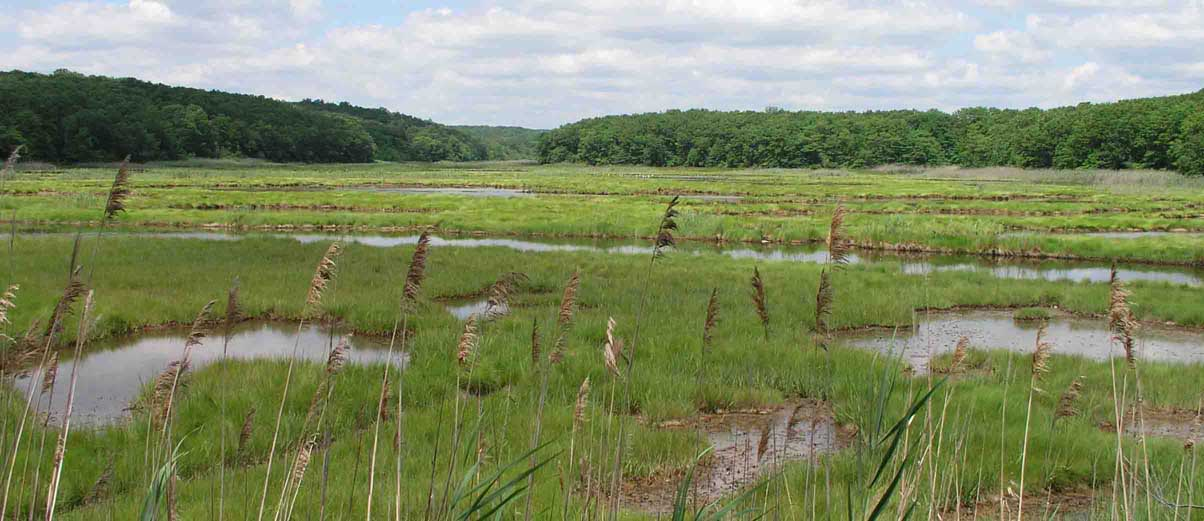
Una palude d'acqua salmastra sulla costa atlantica nel Connecticut.

Le saline costiere possono essere distinte dagli habitat terrestri dal flusso di marea giornaliero che si verifica e inonda sistematicamente la zona. È un processo importante nel fornire alla palude i sedimenti e le sostanze nutritive e, ai vegetali, l'approvvigionamento idrico. A quote più elevate nella zona palustre superiore, c'è un afflusso di marea molto inferiore, con conseguenti livelli di salinità più bassi.  La salinità del suolo nella zona paludosa inferiore è abbastanza costante a causa del flusso di marea giornaliero. Tuttavia, nella palude superiore, la variabilità della salinità è indicata come conseguenza di inondazioni e variazioni climatiche meno frequenti. Le precipitazioni possono ridurre la salinità e l'evapotraspirazione può aumentarne i livelli durante i periodi di siccità.  Di conseguenza, ci sono microhabitat popolati da diverse specie di flora e fauna che finiscono per dipendere dalle loro capacità fisiologiche. La flora di una palude d'acqua salmastra è differenziata in livelli in base alla tolleranza individuale delle piante nei riguardi della salinità e dei livelli della falda freatica. La vegetazione trovata nell'acqua deve essere in grado di sopravvivere ad alte concentrazioni di sale, ad immersione periodica e ad una certa quantità di movimento dell'acqua, mentre le piante più interne della palude a volte possono essere sottoposte a condizioni di siccità, a basso contenuto di nutrienti. È stato scoperto che le zone paludose superiori limitano le specie attraverso la competizione e la mancanza di protezione dell'habitat, mentre le zone paludose inferiori sono determinate dalla capacità delle piante di tollerare stress fisiologici come salinità, immersione in acqua e bassi livelli di ossigeno.

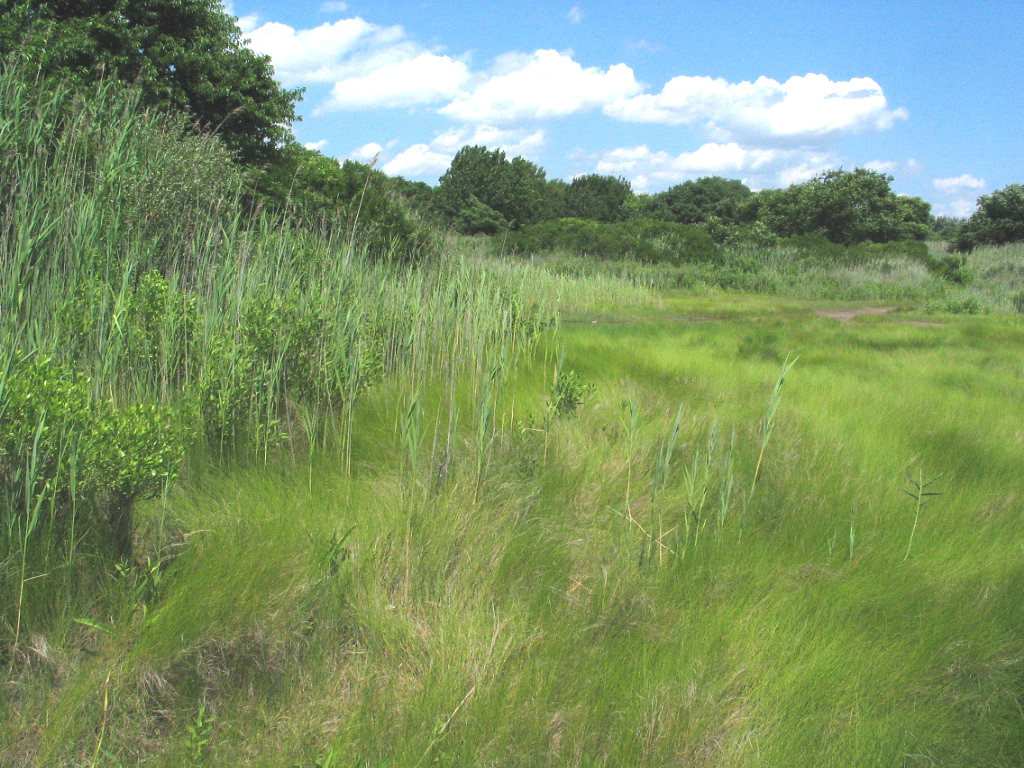
Zona alta della palude nel Marine Park Salt Marsh Nature Center a Brooklyn, New York

La palude d'acqua salmastra del New England è soggetta a forti influenze di marea e mostra distinti schemi di zonizzazione. Nelle zone basse della palude, con inondazioni da parte dell'alta marea, domina una monocoltura di Spartina liscia, Spartina alterniflora, quindi, dirigendosi verso terra, subentrano zone di fieno alofilo, Spartina patens, Juncus roemerianus, Juncus gerardii e l'arbusto Iva frutescens . Tutte queste specie hanno tolleranze diverse, che rendono le diverse zone lungo la palude più adatte a ciascuna di esse.
La diversità delle specie vegetali è relativamente bassa, poiché la flora deve essere tollerante al sale, all'immersione totale o parziale e al substrato di fango anossico. Le piante di palude d'acqua salmastra più comuni sono la Salicornia spp. e la Spartina, che hanno una distribuzione mondiale. Spesso sono le prime piante a colonizzare una piana di marea e danno inizio alla catena trofica. I loro germogli innalzano il flusso principale della marea al di sopra della superficie del fango, mentre le loro radici si diffondono nel substrato e stabilizzano il fango appiccicoso e lo arricchiscono di ossigeno in modo che anche altre piante possano stabilirsi. Piante come la lavanda di mare (Limonium spp.), la piantaggine (Plantago spp.) e varie Cyperaceae e giunchi crescono solo una volta che il fango sia stato vegetato dalle specie pioniere.
Le paludi salmastre sono abbastanza attive dal punto di vista fotosintetico e costituiscono un habitat estremamente produttivo. Fungono da depositi per una grande quantità di materia organica e sono pieni di materiali di decomposizione, che alimentano un'ampia catena alimentare di organismi dai batteri ai mammiferi. Molte piante alofite come la spartina non sono affatto pascolate dagli animali superiori, ma muoiono e si decompongono per diventare cibo per i microrganismi, che a loro volta diventano cibo per pesci e uccelli.

## Cattura dei sedimenti, accrescimento e ruolo delle insenature di marea

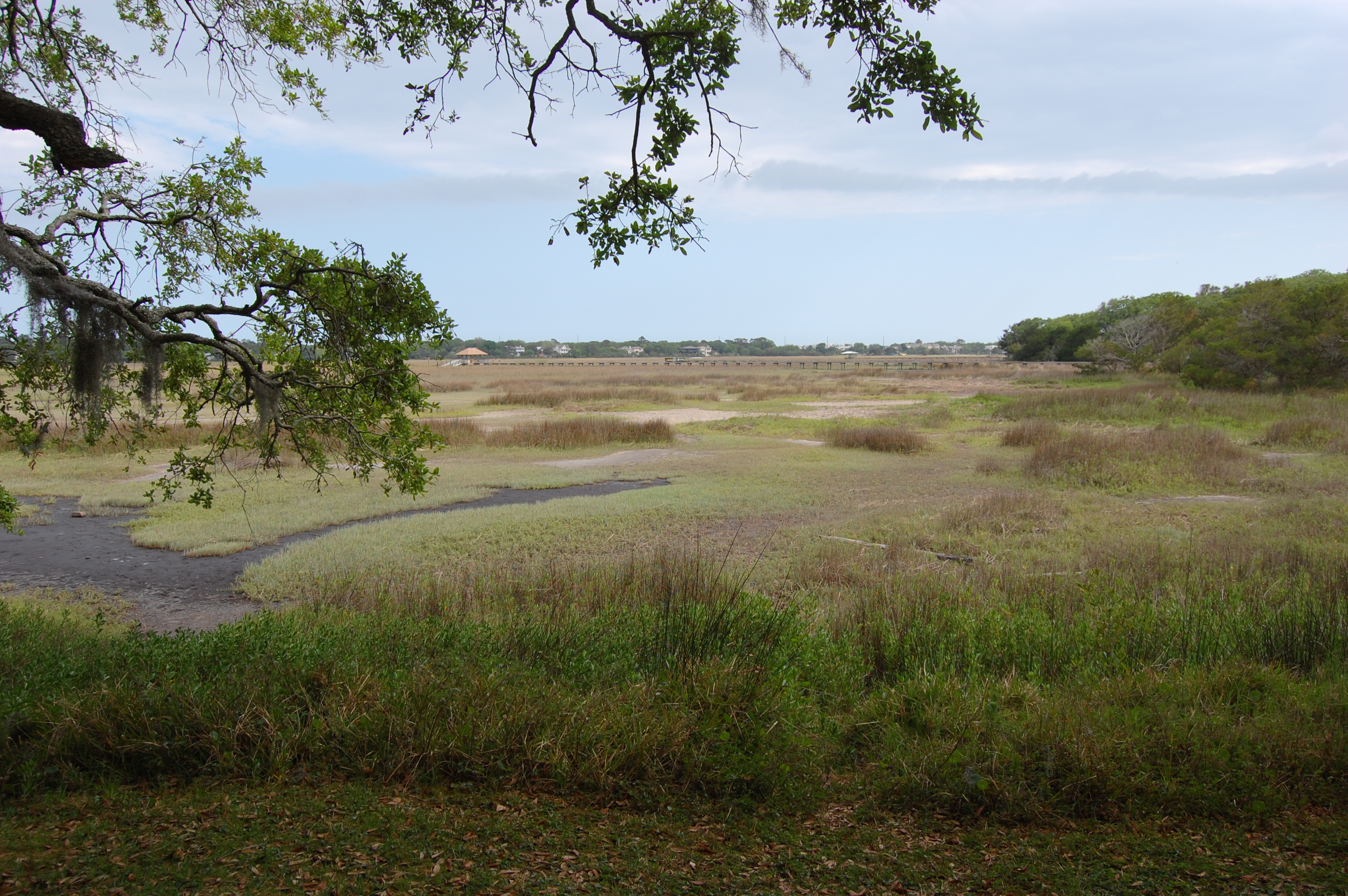
Bloody Marsh in Georgia, USA

I fattori e i processi che influenzano la velocità e la distribuzione spaziale del deposito dei sedimenti all'interno della palude d'acqua salmastra sono numerosi. La deposizione dei sedimenti può verificarsi quando le specie palustri forniscono una superficie sulla quale i sedimenti possono aderire, seguita dalla deposizione sulla superficie palustre quando i vegetali si afflosciano durante il deflusso della marea. La quantità di sedimenti che aderisce alla vegetazione delle paludi salmastre dipende dal tipo di specie ospitate nella palude, dalla vicinanza della specie alla origine dei sedimenti, dalla quantità di biomassa vegetale e dall'altezza della specie.
Le specie delle paludi salmastre facilitano anche l'accrescimento dei sedimenti diminuendo le velocità di scorrimento e incoraggiando i sedimenti a stabilizzarsi precipitando dalla sospensione. Le velocità possono essere ridotte poiché gli steli delle specie di palude aumentano la resistenza idraulica, con l'effetto di ridurre al minimo la risospensione dei sedimenti e incoraggiarne la deposizione. È stato dimostrato che le concentrazioni di sedimenti sospesi nella colonna d'acqua diminuiscono dalle acque libere o dai ruscelli di marea adiacenti al bordo della palude, man mano che ci si muove verso l'interno della palude
Anche l'inondazione e la deposizione di sedimenti sulla superficie palustre sono assistite dal ruscellamento delle maree che sono una caratteristica comune delle paludi salmastre. Le loro forme tipicamente dendritiche e tortuose costituiscono delle vie preferenziali per l'alta marea e l'inondazione dell'area di palude, nonché per drenare l'acqua,  e possono facilitare una maggiore sedimentazione rispetto alla palude salmastra che confina con il mare aperto.  La deposizione dei sedimenti è correlata alla loro dimensione: i sedimenti più grossolani si depositeranno a quote più elevate (più vicine al torrente) rispetto ai sedimenti più fini (che sono trasportati più lontano dal torrente). Anche la dimensione dei sedimenti è spesso correlata a particolari metalli in traccia e pertanto le insenature di marea possono influenzare le distribuzioni e le concentrazioni di metalli nelle saline, a loro volta influenzando la biocenosi. Le paludi salmastre non richiedono tuttavia i ruscelli di marea per facilitare il flusso di sedimenti sulla loro superficie sebbene le paludi salmastre con questa morfologia sembrano essere state studiate raramente.
L'altezza di impianto delle specie palustri è importante; le specie a quote più basse subiscono inondazioni di marea più prolungate e più frequenti e quindi rendono possibile una maggiore deposizione di sedimenti. Le specie ad altitudini più elevate si beneficiano di inondazione in occasione delle maree più alte quando profondità d'acqua e flussi di superficie delle paludi possono penetrare all'interno della palude.

## Impatto dell'uomo

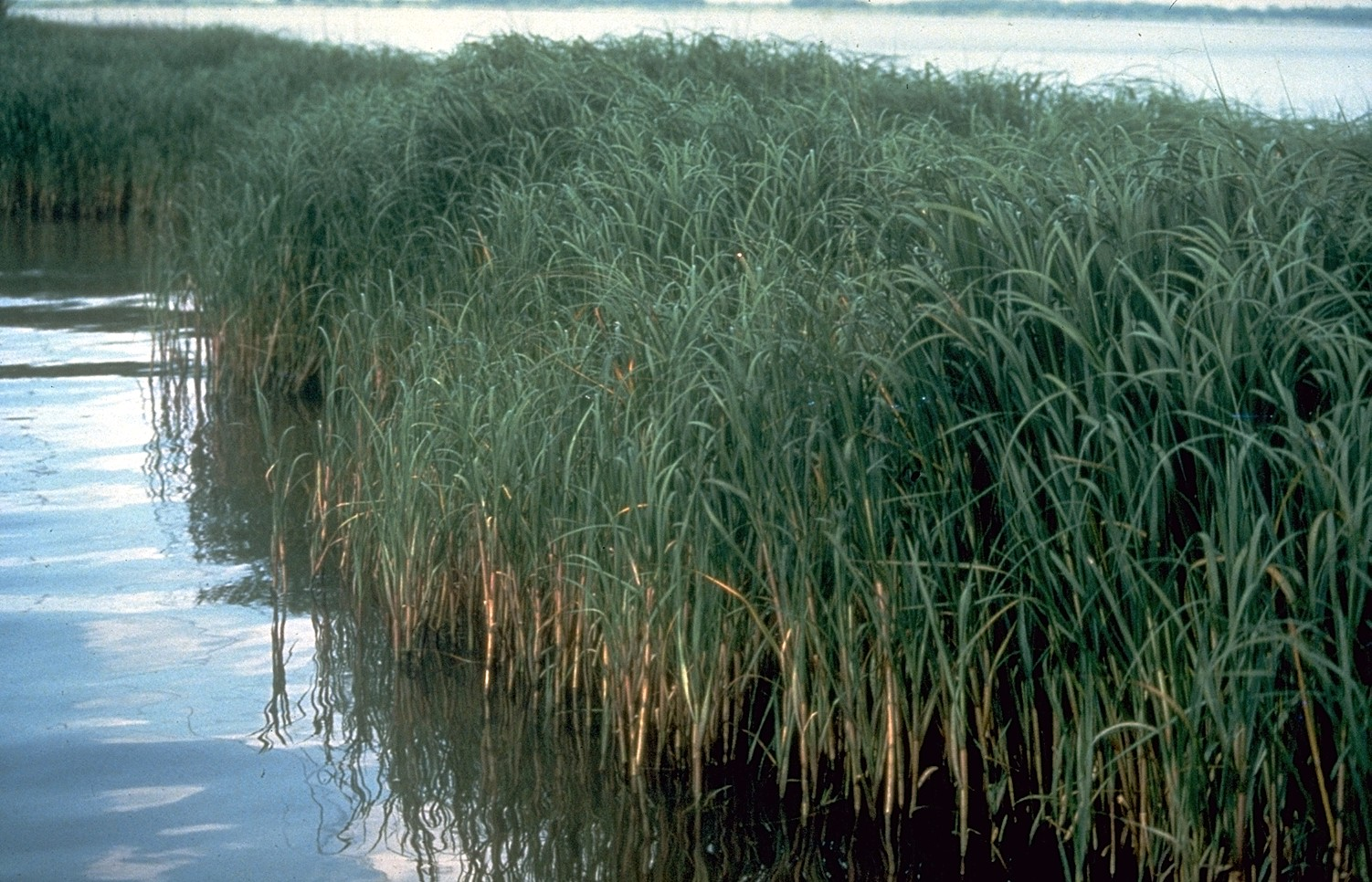
Spartina alterniflora. Originaria della costa orientale degli Stati Uniti, è considerata un'infestante nel nord-ovest del Pacifico

La costa è una posizione naturale molto attraente per l'uomo per la sua bellezza, le risorse e l'accessibilità. A partire dal 2002, si stima che oltre la metà della popolazione mondiale viva entro 60 km dal litorale costiero, rendendo le coste altamente vulnerabili agli impatti derivanti dalle attività quotidiane dell'uomo, che esercitano pressioni su questi ambienti naturali circostanti. In passato, le paludi salmastre erano percepite come "terre desolate" costiere, che causavano una notevole perdita e spingevano al cambiamento di questi ecosistemi attraverso la bonifica dei terreni per l'agricoltura, lo sviluppo urbano, la produzione di sale e la ricreazione . Gli effetti indiretti delle attività umane, come il carico di azoto, svolgono anch'essi un ruolo importante nell'area della palude salmastra.

### Bonifica
La bonifica delle terre per l'agricoltura mediante la conversione delle paludi in terre emerse era storicamente una pratica comune. Le dighe venivano spesso costruite per consentire questo cambiamento nelle condizioni della terra e per fornire protezione dalle inondazioni nell'entroterra. Negli ultimi tempi, sono stati bonificati anche degli spazi intercotidali. Per secoli, il bestiame, come pecore e bovini, ha pascolato sulla fertile terra palustre. La bonifica dei terreni per l'agricoltura ha comportato numerosi cambiamenti nella struttura della vegetazione, la sedimentazione, la salinità, il flusso d'acqua, la perdita di biodiversità e alti quantitativi di nutrienti. Ci sono stati molti tentativi di correggere questi problemi, ad esempio, in Nuova Zelanda, la Spartina anglica fu introdotta dall'Inghilterra alla foce del fiume Manawatu nel 1913 per cercare di bonificare la terra dell'estuario e destinarla all'agricoltura. Si è prodorro un cambio della struttura da piano di marea esposto a pascolo, derivato da una maggiore sedimentazione e la Spartina veniva introdotta in altri estuari della Nuova Zelanda. Le piante e gli animali nativi hanno lottato per sopravvivere mentre i non nativi sono entrati in competizione. Si stanno compiendo sforzi per rimuovere queste specie di Spartina poiché i danni vengono lentamente riconosciuti.
Nell'estuario di Blyth, nel Suffolk, nell'Inghilterra orientale, le bonifiche del medi-estuario (le paludi di Angel e Bulcamp), che furono abbandonate negli anni '40, sono state sostituite da piane di marea con suoli compatti di uso agricolo ricoperti da una sottile impiallacciatura di fango. Negli ultimi 60-75 anni, si è verificata una ridotta colonizzazione della vegetazione ed è stata attribuita a una combinazione di limitata elevazione per lo sviluppo di specie pioniere e allo scarso drenaggio dai suoli agricoli compattati che fungono da falda freatica . I suoli terrestri di questa natura devono adattarsi dall'acqua interstiziale fresca a un estremo, fino a quella salina mediante un cambiamento progressivo nella chimica e nella struttura del suolo, accompagnato da una fresca deposizione di sedimenti estuari, prima che la vegetazione delle paludi salmastre possa stabilire. La struttura della vegetazione, la ricchezza delle specie e la composizione della comunità vegetale delle paludi salmastre rigenerate naturalmente a partire da terreni agricoli bonificati possono essere confrontate con le paludi salmastre di riferimento adiacenti per valutare l'esito della rigenerazione delle paludi.

### Agricoltura a monte
La coltivazione di terra a monte della palude d'acqua salmastra può aumentare l'apporto di limo e aumentare il tasso di deposito dei sedimenti primari nelle piane di marea, in modo che le specie pioniere possano diffondersi ulteriormente sulle pianure e crescere rapidamente verso la parte alta del livello di inondazione delle maree. Di conseguenza, le superfici palustri in questo regime possono avere un'ampia scogliera sul loro bordo verso il mare. All'estuario di Plum island, nel Massachusetts (USA), i nuclei stratigrafici hanno rivelato che durante il XVIII e XIX secolo la palude ha progredito su ambienti subtidali e fangosi per aumentare nell'area da 6 km 2  a 9 km 2 dopo che i coloni europei disboscarono la terra a monte e aumentarono il tasso di approvvigionamento di sedimenti.

### Sviluppo urbano e carico di azoto

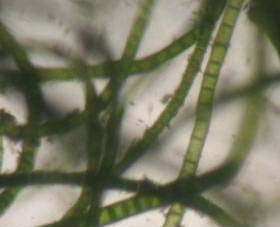
Chaetomorpha Linum è un'alga marina comune nelle paludi salmastre.

La conversione della regione paludosa in zona emersa per l'uso agricolo è stata messa in secondo piano dalla riconversione per lo sviluppo urbano. Le città costiere di tutto il mondo hanno invaso le ex zone umide e, negli Stati Uniti, la crescita delle città ha guardato alle paludi salmastre come ai siti di smaltimento dei rifiuti. L'inquinamento degli estuari dovuto alle sostanze organiche, inorganiche e tossiche derivanti dallo sviluppo urbano o dall'industrializzazione è un problema mondiale e il sedimento nelle paludi salmastre può trascinare l'effetto di questo inquinamento tossico fino a colpire le specie floreali e faunistiche. Lo sviluppo urbano delle zone salmastre è stato rallentato a partire dal 1970 circa a causa della diffusione da parte di diversi gruppi ambientalisti della consapevolezza che questi ecosistemi erano particolarmente benefici. Sono ecosistemi altamente produttivi e quando la produttività netta viene misurata in gm−2 anni−1 sono eguagliati solo dalle foreste pluviali tropicali.  Inoltre, possono aiutare a ridurre l'erosione delle onde sulle barriere marine progettate per proteggere le aree di terra bassa dall'erosione delle onde.
La de-naturalizzazione dei confini terrestri delle paludi salmastre come conseguenza dell'invasione urbana o industriale può avere effetti negativi. Nell'estuario di Avon-Heathcote / Ihutai, in Nuova Zelanda, l'abbondanza di specie e le proprietà fisiche delle rive circostanti erano fortemente collegate e la maggior parte della palude salmastra si sviluppava lungo aree con margini naturali negli sbocchi del fiume Avon e Heathcote; al contrario, i margini artificiali contenevano poca vegetazione palustre e un limitato sviluppo verso terra. Le restanti paludi che circondano queste aree urbane sono anch'esse sottoposte a un'enorme pressione da parte della popolazione umana quando l'arricchimento di azoto indotto dall'uomo entra nel ciclo di questi habitat. Il carico di azoto originato dall'uso umano influenza indirettamente le paludi salmastre causando cambiamenti nella struttura della vegetazione e l'invasione di specie aliene.
Impatti umani come liquami, scarichi urbani, rifiuti agricoli e industriali stanno colando nelle paludi da fonti circostanti. Le paludi salmastre sono povere di azoto e, con un livello crescente di sostanze nutritive che entrano nel sistema da effetti antropogenici, le specie vegetali associate a queste paludi vengono alterate a seguito dei cambiamenti nella competizione. Ad esempio, la palude del New England sta vivendo uno sostituzione nella struttura della vegetazione in virtù della quale S. alterniflora si sta diffondendo dalla palude inferiore, dove risiede prevalentemente, verso la zona palustre superiore.  Inoltre, nelle stesse paludi, la canna Phragmites australis ha invaso l'area espandendosi verso le paludi inferiori e diventando una specie dominante. P. australis è un'alofila aggressiva che può invadere aree disturbate in grande numero. superando le piante autoctone. Questa perdita di biodiversità non si riscontra solo negli assetti della flora, ma anche in molti animali come insetti e uccelli, poiché il loro habitat e le loro risorse alimentari vengono alterati.

### Innalzamento del livello del mare
In seguito allo scioglimento dei ghiacci dei poli, all'espansione termica degli oceani che sono conseguenze del riscaldamento globale, il livello dei mari sta innalzando. Come per tutte le coste, questo innalzamento probabilmente influirà negativamente anche sulle paludi salmastre, di cui provocherà l'inondazione e l'erosione. L'innalzamento del livello del mare infatti aumenterà le acque libere all'interno della palude, e queste determineranno un aumento dell'erosione dei bordi e progressivamente la palude si trasformerà in una linea di costa normale.
Se da un lato le paludi salmastre sono sensibili alle minacce relative all'innalzamento del livello del mare, sono anche un ecosistema costiero estremamente dinamico. Le paludi possono infatti avere la capacità di tenere il passo con l'innalzamento del livello del mare, entro il 2100, il livello medio del mare potrebbe presentare un aumento tra 0,6 e 1,1 m. Le paludi sono sensibili sia all'erosione che al deposito dei sedimenti, che svolgono un ruolo in un cosiddetto feedback bio-geomorfologico. La vegetazione delle paludi d'acqua salmastra cattura i sedimenti per trattenerli nel sistema, che a sua volta consente alle piante di crescere meglio e quindi le piante aumentano la capacità di intrappolare i sedimenti e accumulare più materia organica. Questo circuito di feedback positivo consente potenzialmente ai livello di fondo della palude di mantenere il passo con l'aumento del livello del mare.  Tuttavia, questo feedback dipende anche da altri fattori come la produttività della vegetazione, l'approvvigionamento di sedimenti, la subsidenza del terreno, l'accumulo di biomassa, l'entità e la frequenza delle tempeste.  In uno studio pubblicato da USN Best nel 2018,  è stato scoperto che il bio-accumulo era il fattore principale nel determinare la capacità di una palude d'acqua salmastra di tenere il passo con i tassi di aumento del livello del mare. La resilienza della palude salmastra dipende dal fatto che l'aumento della velocità del livello del letto sia maggiore di quello della velocità di aumento del livello del mare, altrimenti la palude verrà superata e affogata.
L'accumulo di biomassa può essere misurato sotto forma di accumulo di biomassa organica fuori terra e di accumulo inorganico sotterraneo mediante intrappolamento di sedimenti e deposito dei sedimenti dalla sospensione. La vegetazione delle paludi d'acqua salmastra aiuta ad accelerare il deposito dei sedimenti perché rallenta le velocità delle correnti interne, interrompe i vortici turbolenti e aiuta a dissipare l'energia delle onde. Le specie vegetali palustri (alofite) sono note per la tolleranza a una maggiore esposizione al sale causata dal continuo inondarsi delle paludi. Le specie alofite svolgono un ruolo cruciale nella biodiversità delle paludi d'acqua salmastra e il loro potenziale di adattarsi a livelli del mare elevati. Con elevati livelli del mare, la vegetazione delle paludi salmastre sarebbe probabilmente più esposta a inondazione più frequenti e dovrà essere adattabile o tollerante dei conseguenti aumenti nei livelli di salinità e delle condizioni anaerobiche. Esiste un limite comune di elevazione (al di sopra del livello del mare) per la sopravvivenza di queste piante: laddove un punto qualsiasi al di sotto della linea ottimale porterebbe a terreni anossici a causa della costante immersione, un livello troppo elevato al di sopra di questa linea significherebbe livelli di salinità del suolo dannosi a causa dell'alta velocità di evapotraspirazione a causa della diminuzione del tempo di sommersione.  Insieme all'accrescimento verticale di sedimenti e biomasse, deve essere considerato anche lo spazio di sistemazione per la crescita delle terre palustri. Lo spazio di sistemazione è la terra disponibile per ulteriori depositi di sedimenti e la possibilità per vegetazione palustre di colonizzare espandendosi lateralmente. Questo spazio di sistemazione laterale è spesso limitato da strutture antropogeniche come strade costiere, barriere di protezione, frangiflutti e altre forme di insediamenti nelle terre costiere. Uno studio di Lisa M. Schile, pubblicato nel 2014 riporta che per una serie di diversi tassi di innalzamento del livello del mare, le paludi con elevata produttività delle piante erano resistenti a questo innalzamento, ma tutte hanno raggiunto un punto massimo dove lo spazio per la colonizzazione laterale diventata indispensabile per continuare la sopravvivenza. La presenza di spazi laterali consente la formazione di un nuovo habitat medio / alto e scongiura la completa inondazione delle paludi.

### Controllo delle zanzare
All'inizio del XX secolo, si credeva che drenare le paludi avrebbe contribuito a ridurre le popolazioni di zanzare, come Aedes taeniorhynchus, la zanzara nera delle paludi d'acqua salmastra. In molte località, in particolare negli Stati Uniti nord-orientali, i residenti e le agenzie locali e statali hanno scavato fossati rettilinei profondi nelle paludi. Il risultato finale, tuttavia, fu un esaurimento dell'habitat dei killifish. Il killifish è un predatore di zanzare, quindi la perdita di habitat ha effettivamente portato a popolazioni di zanzare più alte e ha influenzato negativamente gli uccelli trampolieri che predavano il killifish. Questi fossati possono ancora essere visti, nonostante alcuni sforzi per riempire i fossati.

## Granchio erbivoro e bioturbazione

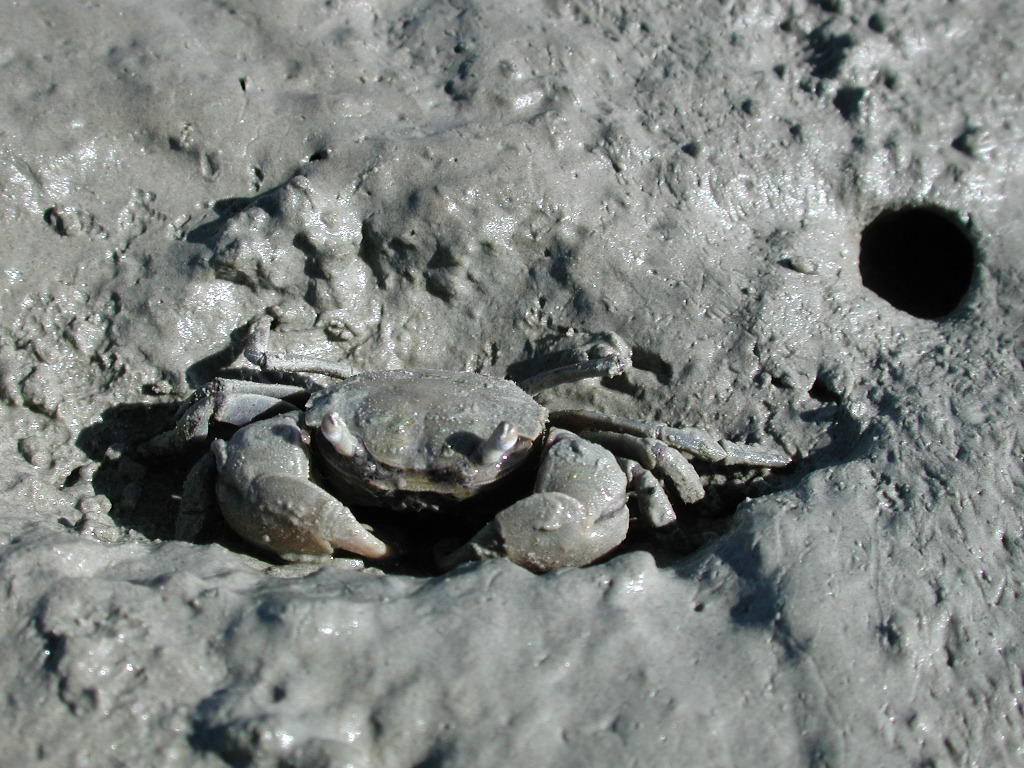
Il granchio di fango a tunnel Helice crassa della Nuova Zelanda occupa una nicchia speciale nell'ecosistema delle paludi d'acqua salata.

Un maggiore assorbimento di azoto nelle foglie delle specie palustri può determinare maggiori tassi di crescita fogliare specifici per lunghezza e aumentare i tassi erbivori dei granchi. I granchi scavatori Neohelice granulata frequentano la paludi salmastre del sud-ovest degli USA e si possono trovare popolazioni ad alta densità proprio tra le specie di palude Spartina densiflora e Sarcocornia perennis. Nella laguna della mar Chiquita, a nord di Mar del Plata, in Argentina, l'alimentazione con base erbivora di Neohelice granulata è aumentata, probabilmente in risposta all'aumento del valore nutritivo delle foglie di Spartina densiflora in zone fertilizzate, rispetto alle zone non fertilizzate. Indipendentemente dal fatto che i lotti siano stati fertilizzati o meno, il pascolo da parte di Neohelice granulata ha anche ridotto i tassi di crescita specifici delle foglie in estate, aumentando i loro tassi di senescenza specifici per lunghezza. Ciò potrebbe essere stato aiutato dall'aumentata efficacia delle infezioni fungine attraverso le ferite causate dai granchi.
Nelle paludi di capo Cod, nel Massachusetts (USA), si assiste alla scomparsa delle popolazioni di Spartina spp, sulla sponde del torrente, che è stata attribuita al foraggiamento del granchio Sesarma reticulatum . Nei 12 siti palustri esaminati a capo Cod, il 10% - 90% delle rive del torrente ha avuto una moria di cordgrass in associazione con un grande denudamento del substrato e ad una alta densità di tane di granchio. Le popolazioni di Sesarma reticulatum sono in aumento, probabilmente a causa del degrado della rete alimentare costiera nella regione. Le aree spoglie lasciate dall'intenso pascolo di cordgrass da parte del Sesarma reticulatum a capo Cod sono pronte per essere occupate da un altro granchio scavatore, Uca pugnax, che non è noto per consumare macrofite vive. L'intensa bioturbazione dei sedimenti della palude d'acqua salmastra a causa dell'attività scavatrice di questo granchio ha ridotto drasticamente la germinabilità dei semi di Spartina alterniflora e Suaeda maritima e la sopravvivenza delle piantine, sia per la sepoltura o invece l'esposizione dei semi, sia con lo sradicamento o la sepoltura di piantine stabilite. Tuttavia, anche la bioturbazione dei granchi può avere un effetto positivo: in Nuova Zelanda, il granchio di fango Helice crassa è stato ribattezzato maestosamente  "ingegnere dell'ecosistema" per la sua capacità di costruire nuovi habitat e alterare la disponibilità di nutrienti ad altre specie. Le loro tane forniscono una via per il trasporto dell'ossigeno disciolto nell'acqua attraverso il sedimento ossigenato delle pareti della tana e nel sedimento anossico circostante, che crea l'habitat perfetto per i particolari batteri del ciclo dell'azoto. Questi batteri che riducono i nitrati (denitrificanti) consumano rapidamente l'ossigeno disciolto che penetra nelle pareti della tana per creare uno strato di fango tossico più sottile di quello sulla superficie del fango. Ciò consente un percorso di diffusione più diretto per l'esportazione di azoto (sotto forma di azoto gassoso (N 2)) nell'acqua di marea di lavaggio.

## Rigenerazione e gestione

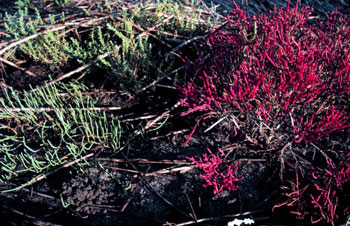
Salicornia spp. una specie endemica nella zona palustre alta.

Da quando le paludi d'acqua salmastra venivano percepite come "terra desolata" i tempi sono cambiati, e ora sono riconosciuti come uno degli habitat più biologicamente produttivi sulla terra, rivaleggiando con le foreste pluviali tropicali. Le paludi d'acqua salmastra sono importanti dal punto di vista ecologico e forniscono un habitat per i pesci migratori autoctoni e fungono da zona protetta di nutrimento e vivaio. Ora sono protetti dalla legislazione in molti paesi, negli Stati Uniti e in Europa, sono ora garantiti un elevato livello di protezione rispettivamente dal Clean Water Act e dalla Direttiva Habitat. Ora che l'impatto di questo habitat e la sua importanza sono compresi, si è creato un crescente interesse per il ripristino delle paludi salmastre, attraverso il ritiro gestito o la bonifica della terra. Tuttavia, molti paesi asiatici come la Cina devono invece ancora riconoscere il valore delle paludi: con le loro popolazioni in costante crescita e l'intenso sviluppo lungo la costa, il valore delle paludi salmastre tende a essere ignorato e la terra continua a essere bonificata.
Bakker et al. (1997) suggeriscono due opzioni disponibili per la rigenerazione delle paludi salmastre. La prima è quella di abbandonare ogni interferenza umana e lasciare che la palude completi il suo sviluppo naturale. Questi tipi di progetti di restauro hanno spesso esito negativo poiché la vegetazione tende a lottare per ritornare alla sua struttura originale e i cicli di marea naturali vengono modificati a causa dei cambiamenti del terreno. La seconda opzione suggerita da Bakker et al. (1997)  è quella di ripristinare l'habitat distrutto al suo stato naturale o nel sito originale o in sito sostitutivo diverso. In condizioni naturali, il recupero può richiedere da 2 a 10 anni o anche più a seconda della natura e del grado di disturbo e della relativa maturità della palude coinvolta. Le paludi nelle loro fasi pionieristiche di sviluppo si riprenderanno più rapidamente delle paludi mature in quanto sono spesso le prime a colonizzare la terra. È importante notare che il restauro può spesso essere accelerato attraverso il reimpianto della vegetazione autoctona. 

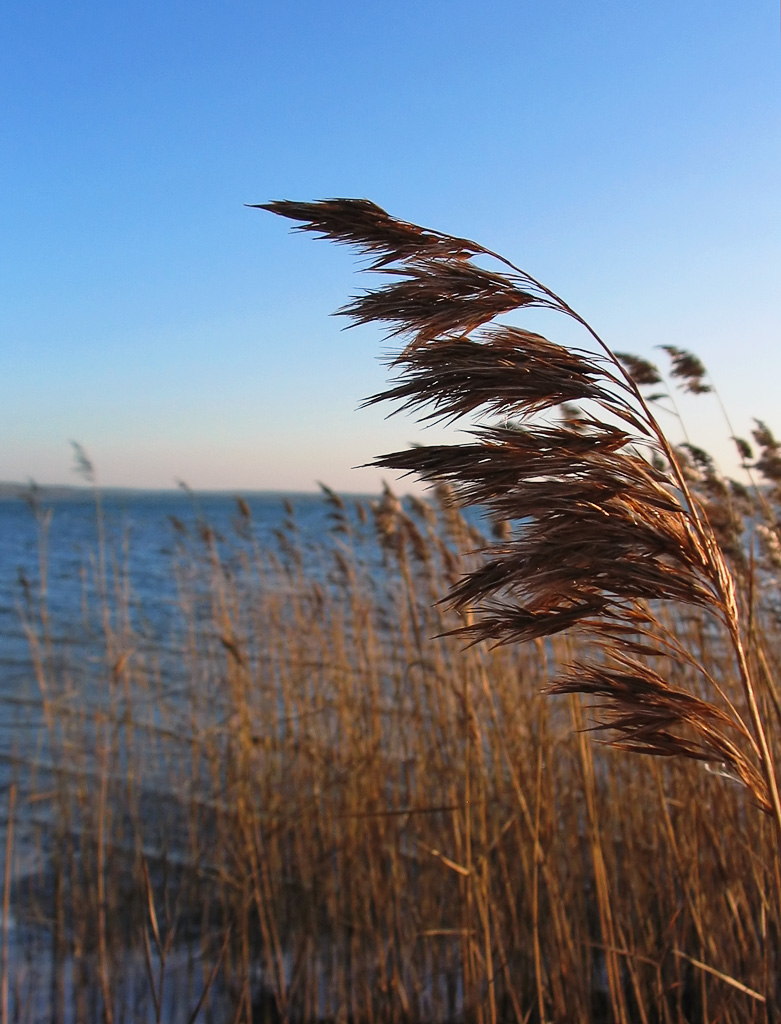
Canna selvatica (Phragmites australis) una specie invasiva in paludi degradate negli Stati Uniti nord-orientali.

Quest'ultimo approccio è spesso il più praticato e generalmente ha più successo rispetto al consentire semplicemente all'area di riprendersi naturalmente da sola. Le paludi salmastre nello stato del Connecticut, negli Stati Uniti, sono state a lungo un'area perduta destinata a essere riempita e dragata. A partire dal 1969, fu introdotto il Tidal Wetland Act che terminò questa pratica ma nonostante l'introduzione di questa misura, il sistema si stava ancora degradando a causa delle alterazioni del flusso di marea. Un'area emblematica del Connecticut è la palude di Barn Island; queste paludi furono arginate durante il periodo 1946-66 e la palude passò a uno stato d'acqua dolce e divenne dominata dalle specie invasive P. australis, Typha angustifolia e T. latifolia che hanno una scarsa connessione ecologica con l'area.
Nel 1980, fu messo in atto un programma di restauro che è in corso da oltre 20 anni. Questo programma ha mirato a ricollegare le paludi restituendo il flusso di marea, le funzioni e le caratteristiche ecologiche delle paludi al loro stato originale. Nel caso di Barn Island, sono iniziate a diminuire le specie invasive, ripristinando la vegetazione palustre e le specie animali come pesci e insetti. Questo esempio evidenzia che sono necessari considerevoli tempi e sforzi per ripristinare efficacemente i sistemi di questo tipo. I tempi di recupero della palude possono dipendere anche dalla fase di sviluppo della palude; dal tipo e dall'entità del disturbo; dalla posizione geografica e dai fattori di stress ambientale e fisiologico cui sono sottoposte la flora e la fauna associate alla palude.
Sebbene siano stati fatti molti sforzi per ripristinare le paludi salmastre in tutto il mondo, sono necessarie ulteriori ricerche. Ci sono state molte battute d'arresto e problemi associati al ripristino delle paludi che richiedono un attento monitoraggio a lungo termine. Le informazioni riguardanti tutti i componenti dell'ecosistema della palude d'acqua salmastra devono essere comprese e monitorate, dalla sedimentazione, i nutrienti e le influenze sulle maree, ai modelli di comportamento e alle tolleranze delle specie di flora e fauna. Una volta acquisita una migliore comprensione di questi processi, non solo a livello locale, ma su scala globale, sarà possibile attuare più solidi e pratici sforzi di gestione e ripristino per preservare queste preziose paludi e riportarle al loro stato originale.
Fintanto che gli uomini sono insediati lungo le coste, ci sarà sempre la possibilità di disturbi indotti dall'uomo, nonostante il numero di sforzi di ripristino che si intendano attuare. Dragaggio, condutture per risorse petrolifere off-shore, costruzione di autostrade, sversamenti di sostanze tossiche accidentali o semplice negligenza sono esempi determineranno ora e in futuro le principali influenze del degrado delle saline.

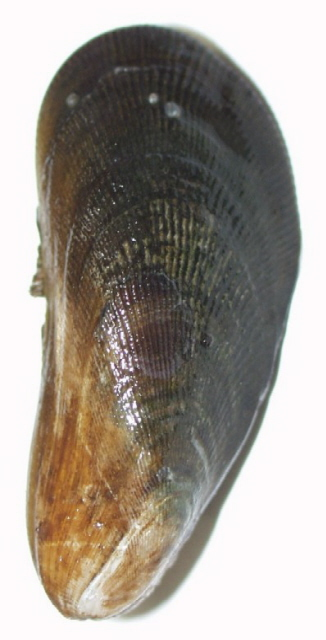
Cozza atlantica a coste, trovata nelle paludi basse

Oltre a ripristinare e gestire i sistemi di paludi d'acqua salmastra sulla base di principi scientifici, dovrebbe essere colta l'occasione per educare il pubblico sulla loro importanza biologica e il loro ruolo di fungere da cuscinetto naturale per la protezione dalle inondazioni. Poiché le paludi salmastre si trovano spesso vicino alle aree urbane, è probabile che ricevano più visitatori rispetto alle zone umide remote. Vedendo fisicamente la palude, è più probabile che le persone se ne accorgano e siano più consapevoli dell'ambiente che le circonda.

## Metodi di ricerca
Esiste una gamma diversificata e una varietà di metodologie impiegate per comprendere le dinamiche idrologiche nelle paludi salmastre e la loro capacità di intrappolare e accrescere i sedimenti. Le trappole per sedimenti vengono spesso utilizzate per misurare i tassi di accrescimento della superficie palustre quando sono necessarie installazioni a breve termine (ad es. meno di un mese). Queste trappole circolari sono costituite da filtri pre-tarati che sono ancorati alla superficie della palude, quindi essiccati in un laboratorio e ripesati per determinare il sedimento depositato totale. Per studi a più lungo termine (ad es. oltre un anno), i ricercatori possono preferire misurare l'accrescimento dei sedimenti con rilevamenti grafici di strati facilmente identificabili. Gli orizzonti di questo tipo sono costituiti da un minerale come il feldspato, che viene sepolto a una profondità nota all'interno dei substrati delle zone umide per registrare l'aumento del substrato sovrastante durante lunghi periodi di tempo.
Per misurare la quantità di sedimenti sospesi nella colonna d'acqua, è possibile versare campioni manuali o automatizzati di acqua di marea attraverso filtri pre-pesati in un laboratorio, quindi essiccarli per determinare la quantità di sedimento per volume di acqua.  Un altro metodo per stimare le concentrazioni di sedimenti sospesi è misurare la torbidità dell'acqua usando sonde ottiche di retrodiffusione, che possono essere calibrate rispetto a campioni d'acqua contenenti una concentrazione di sedimenti sospesi nota per stabilire una relazione di regressione tra i due.
Le elevazioni della superficie palustre possono essere misurate con una stadia, un teodolite elettronico, un sistema di posizionamento globale cinematico in tempo reale,  una livella laser  o misuratore di distanza elettronico (tacheometro). Le dinamiche idrologiche comprendono la profondità dell'acqua, misurata automaticamente con un trasduttore di pressione, o con un picchetto di legno marcato, e la velocità dell'acqua, spesso si misura utilizzando misuratori a corrente elettromagnetica.